# T-Service
Unter der Dachmarke T-Service fasste die Deutsche Telekom AG ab Juli 2007 die Service-Einheiten des Konzerns zusammen
und gliederte dabei etwa 50.000 Mitarbeiter in drei neugegründete Servicegesellschaften aus. Ab 2010 wurde der Markenname nicht mehr verwendet.

## Geschichte
Bereits am 16. Mai 1995 wurde die Marke T-Service für die Deutsche Telekom in das Markenregister eingetragen.
Auf seiner Sitzung am 28. Februar 2007 beschloss der Aufsichtsrat der Deutschen Telekom gegen die Stimmen der Arbeitnehmervertreter die Gründung einer neuen Service-Einheit mit Namen T-Service. Nach Aufruf der Dienstleistungsgewerkschaft  ver.di hatten vor Beginn der Aufsichtsratssitzung 13 000 Mitarbeiter vor der Bonner Zentrale gegen den geplanten Umbau des Konzerns protestiert.
Mit der Ausgliederung der Bereiche Call-Center, technischer Kundendienst und technische Infrastruktur im Juni 2007 in drei eigenständige Servicegesellschaften wollte der Konzern nach eigenen Angaben den Service und Vertrieb verbessern und zugleich die Kostenstrukturen optimieren. Die Gewerkschaft sah darin vor allem den Versuch, durch schlechtere Arbeitsbedingungen und geringere Löhne Personalkosten einzusparen.
In den darauffolgenden Verhandlungen zwischen Vertretern von ver.di und der Deutschen Telekom über einen Schutz vor den Folgen der Auslagerung von 50.000 Beschäftigten in die geplanten T-Service-Gesellschaften einigten sich im Juni 2007 beide Seiten auf die geplante Auslagerung bei weitreichenden Zugeständnissen des Unternehmens.
Zum 1. April 2010 wurde die Deutsche Telekom erneut umstrukturiert und weitere Bereiche ausgegliedert. Die drei Unternehmen wurden dabei als Tochtergesellschaften in die Telekom Deutschland GmbH mit Sitz in Bonn integriert. Die Marke T-Service wurde in Folge nicht weiter verwendet und am 5. Januar 2015 teilweise aus dem Markenregister gelöscht.

## Unternehmen
- Telekom Deutschland GmbH, Bonn
  - Deutsche Telekom Kundenservice GmbH zuvor Deutsche Telekom Kundenservice Holding GmbH (Call-Center)[7]
  - Deutsche Telekom Technischer Service (technischer Kundendienst)[7]
  - Deutsche Telekom Technik GmbH zuvor Deutsche Telekom Netzproduktion GmbH (technische Infrastruktur)[7]